# 14 см міномет М.15
14 см міномет М.15 (нім. 14 cm Minenwerfer M. 15) був середнім мінометом Збройних сил Австро-Угорщини періоду 1-ї світової війни.
Був розроблений фірмою "Шкода" на заміну німецьким мінометам фірми Rheinische Metallwarenfabrik/Ehrhardt. З 1916 почали виробляти модифікацію М.16 з покращеними можливостями при транспортуванні. У травні 1915 було замовлено перші 100 мінометів, з яких через рік 88 поставили на фронт. Із замовлених у листопаді 1916 нових 300 мінометів у 1917 було виготовлено близько 30 одиниць.

## Джерело
- Ortner, M. Christian. The Austro-Hungarian Artillery From 1867 to 1918: Technology, Organization, and Tactics. Vienna, Verlag Militaria, 2007 ISBN 978-3-902526-13-7